# Riols (Hérault)
Riols – miejscowość i gmina we Francji, w regionie Oksytania, w departamencie Hérault.
Według danych na rok 1990 gminę zamieszkiwało 655 osób, a gęstość zaludnienia wynosiła 12 osób/km² (wśród 1545 gmin Langwedocji-Roussillon Riols plasuje się na 443. miejscu pod względem liczby ludności, natomiast pod względem powierzchni na miejscu 47.).